# Capitán Cavernícola
Captain Caveman and the Teen Angels (Capitán Cavernícola y los Ángeles adolescentes en Hispanoamérica) es una serie animada estadounidense de comedia y misterio creada por Joe Ruby y Ken Spears, fue producida por Hanna-Barbera Productions para la cadena ABC. La serie salía al aire los sábados durante la mañana, se estrenó el 10 de septiembre de 1977 hasta el 21 de junio de 1980.

## Apariciones posteriores

### Televisión
- The Flintstone Comedy Show (1980-1982)

En noviembre de 1980, el Capitán Cavernícola comenzó a protagonizar segmentos propios de la serie The Flintstone Comedy Show, uno de los muchos spin-offs del popular programa de máxima audiencia de Hanna-Barbera, Los Picapiedra, a menudo en un papel similar al de Superman. Capitán Cavernícola trabajaba en el periódico The Daily Granite con Vilma Picapiedra y Betty Mármol. Su identidad civil era Chester, el muchacho de la oficina. Para disfrazarse de Chester, el Capitán Cavernícola llevaba un par de anteojos y una corbata. A pesar de la simplicidad de su disfraz, requería de un perchero y una elaborada secuencia de transformación para convertirse en el Capitán Cavernícola.
- Los pequeños Picapiedra (1986)

En 1986, el Capitán Cavernícola apareció junto a su hijo Cavey Jr. (con la voz de Charlie Adler) en un segmento de apoyo de la serie Los pequeños Picapiedra llamado Captain Caveman and Son. En este caso, apareció en un show de Tv dentro de la misma serie el cual las versiones infantiles de Pedro, Pablo, Vilma, y Betty disfrutaban viendo; el grito "unga bunga" del capitán se convirtió en un eslogan que los niños gritarían antes de ver cada "episodio" del programa. El show implicaría una lección que los pequeños Picapiedra intentaban aprender en el prólogo. Toda la idea de una "identidad secreta" de civil también fue ignorada u olvidada.

### Otras apariciones
- Los autos locos (1968-1969): Hanna-Barbera anteriormente produjo esta serie en donde aparecen un par de gemelos cavernícolas del mismo tipo que Capitán Cavernícola llamados los Slag Brothers (en Latinoamérica se los conoció como Los hermanos Macana). Estos personajes inspiraron el diseño posterior del Capitán Cavernícola.
- Las olimpiadas de la risa (1977-1979): Capitán Cavernícola y los Ángeles adolescentes se unieron al equipo de The Scooby Doobies.
- Pinky y Cerebro (1995-1998): Capitán Cavernícola hace un cameo como la pequeña estatua en el episodio "The Luck of Pinky".
- Harvey Birdman, Attorney at Law (2000-2007): Capitán Cavernícola (con la voz de Chris Edgerly) y Cavey Jr. (con la voz de Maurice LaMarche) aparecen en el episodio "The Evolutionary War", donde Cavey Jr. era molestado en la escuela porque su existencia demostró la Teoría de la Evolución.
- Robot Chicken (2007): En el episodio Ban on the Fun, aparece el Capitán Cavernícola interpretado con la voz de Breckin Meyer. En un segmento que parodia a Las olimpiadas de la risa al estilo de la masacre de Múnich, Capitán Cavernicola y Shaggy Rogers se enfrentan a la villana Daisy Mayhem y el Capitán Cavernícola la golpea con el palo equivocado.
- Adventure Time (2010): El Capitán Cavernícola también hace un cameo en un episodio de Adventure Time donde es visto como un muñeco de peluche en la habitación de Finn.
- Scooby-Doo! misterios S.A. (2010):  Capitán Cavernícola aparece en el episodio "Mystery Solvers Club State Finals" (con la voz de Jim Cummings). Él y los Ángeles adolescentes aparecen junto a otros equipos de detectives de las series de Hanna-Barbera en un sueño febril que tiene Scooby-Doo. Cuando los detectives adolescentes son secuestrados por Lord Infernacus, depende de sus compañeros salvarlos.
- ¡Scooby! (2020): Capitán Cavernícola y Dee Dee Skyes aparecieron en esta película, con el Capitán Cavernícola con la voz de Tracy Morgan y Dee Dee Skyes con la voz de Kiersey Clemons. Dee Dee aparece como la piloto del Falcon Fury y asistente del Blue Falcon, mientras que el Capitán Cavernícola es un habitante de un ecosistema prehistórico bajo Messick Mountain y parte de una tribu con vello corporal largo como él y es capaz de hablar un inglés adecuado.

### Videojuegos
- Wacky Races (videojuego de 1991) (1991)
- Wacky Races (videojuego de 2000) (2000)
- Wacky Races: Mad Motors (2007)
- Wacky Races: Crash and Dash (2008)

- Datos: Q864240